# Natalie Darwitz
Natalie Rose Darwitz (* 13. Oktober 1983 in Saint Paul, Minnesota) ist eine ehemalige US-amerikanische Eishockeynationalspielerin und derzeitige -trainerin und -managerin. Seit 2023 ist sie General Manager des PWHL-Teams aus Minnesota.

## Karriere
Natalie Darwitz begann im Alter von fünf Jahren mit dem Eishockeysport. In der siebten Klasse wurde sie in das Eishockeyteam der Eagan High School aufgenommen und erzielte zwischen 1996 und 2000 487 Punkte in 102 Spielen für ihre High School. Noch als Schülerin wurde sie – im Alter von 15 Jahren – das erste Mal für die Frauen-Eishockeynationalmannschaft der Vereinigten Staaten berufen.

### Minnesota Golden Gophers

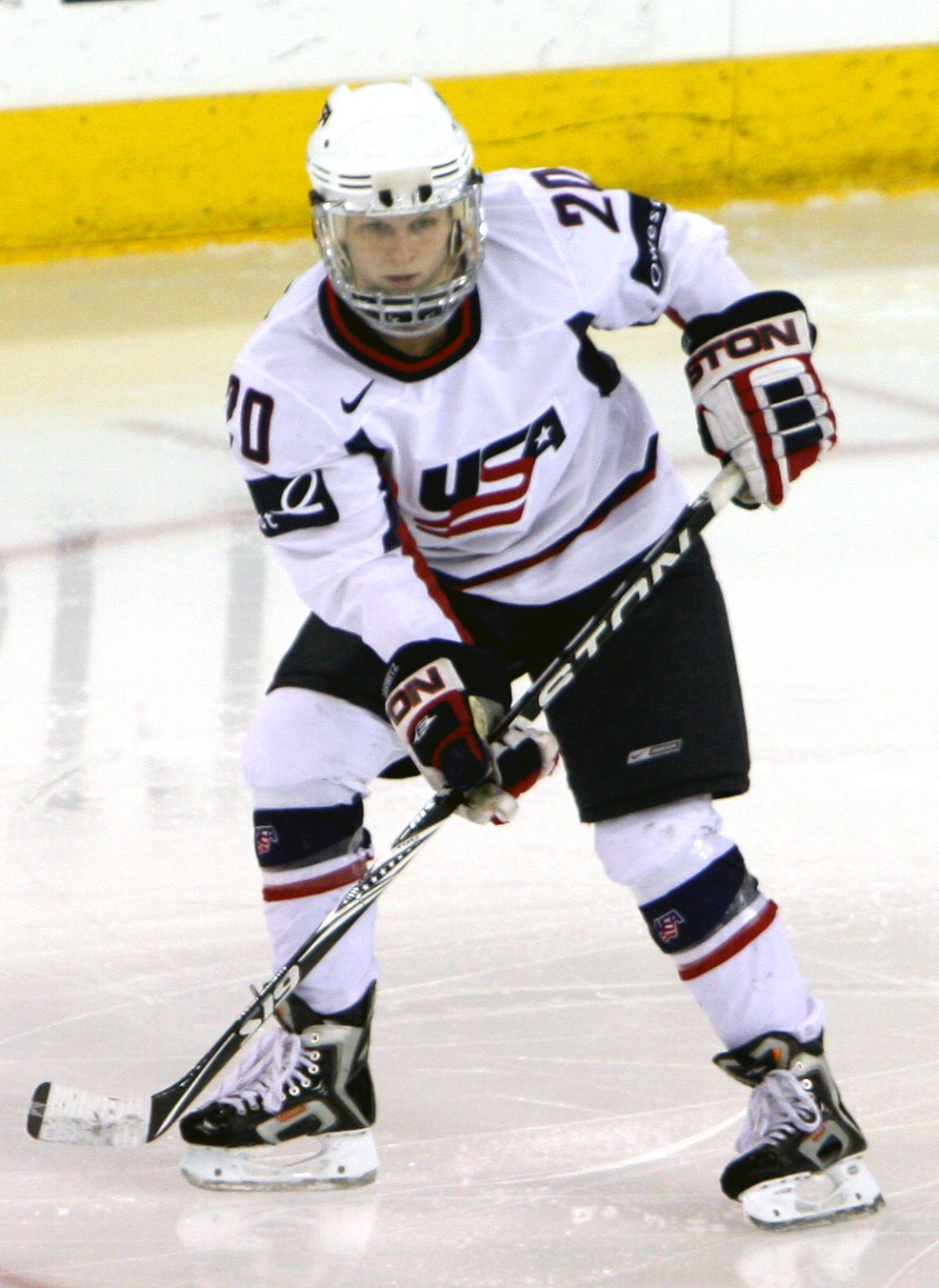
Natalie Darwitz im Trikot des Nationalteams (2010)

Zwischen 2002 und 2005 spielte sie für die Golden Gophers, das Eishockeyteam der University of Minnesota, in der Western Collegiate Hockey Association (WCHA). Mit den Gophers gewann sie 2004 und 2005 die Meisterschaft der NCAA.
In ihrer ersten Collegesaison wurde sie in das All-America First Team gewählt, für den Patty Kazmaier Memorial Award nominiert und als WCHA Rookie des Jahres ausgezeichnet. Zudem war sie mit 68 Scorerpunkten beste Scorerin der Golden Gophers und wurde in das First-Team der WCHA und das WCHA All-Rookie Team gewählt. In der Saison 2003/04 wurde sie in das All-America Second Team gewählt, erneut für den Patty Kazmaier Memorial Award nominiert, in das First Team All-WCHA und das All-Star Team des Frozen Four gewählt. In ihrem letzten Collegejahr erreichte sie mit 114 Punkten einen neuen NCAA-Rekord. Beim Frozen Four 2005 erzielte sie im letzten Spiel das Führungstor und half damit den Gophers bei der Titelverteidigung. Darwitz selbst wurde als wertvollste Spielerin des Finalturniers ausgezeichnet und in das All-America First Team berufen. Zudem gehörte sie zu den Top-3-Nominierten des Patty Kazmaier Memorial Award.
Sie beendete ihre College-Karriere als Rekordhalterin der University of Minnesota bezüglich gesammelter Scorerpunkte (246) und Torvorlagen (144). Zudem schloss sie 2007 ihr Studium mit einem Bachelor in Wirtschaft mit Schwerpunkt Sportmanagement ab.

### International
Mehr als 10 Jahre lang gehörte Darwitz zum Kader der Nationalmannschaft und nahm mit dieser an einer Vielzahl von Turnieren teil. Bei den Olympischen Winterspielen 2002 war sie beste Torschützin des Turniers und gewann die Silbermedaille, bei den Spielen 2006 in Turin erzielte sie im Spiel um die Bronzemedaille den spielentscheidenden Treffer. Zudem nahm sie zwischen 1999 und 2009 an insgesamt acht Weltmeisterschaften teil, bei den sie drei Gold- und fünf Silbermedaillen gewann. Bei der Weltmeisterschaft 2008 war Darwitz Topscorerin des Turniers und wurde von der Internationalen Eishockey-Föderation zur besten Stürmerin ernannt. Darüber hinaus erhielt Darwitz den Bob Johnson Award von USA Hockey.
Ab 2007 war Darwitz Kapitänin des Nationalteams.
Bei ihrer letzten Weltmeisterschaft, 2009 in Finnland, war Darwitz mit zehn Punkten zweitbeste Scorerin des Turniers und wurde erneut Weltmeisterin. Vor den Olympischen Winterspielen 2010 verletzte sie sich an ihrem linken Handgelenk, bestritt trotz der Verletzung unter Schmerzen das dritte olympische Turnier ihrer Karriere und gewann eine weitere Silbermedaille. Anschließend beendete sie ihre Spielerkarriere.

### Als Trainerin und Funktionärin
Zwischen 2006 und 2008 spielte sie für die Minnesota Whitecaps in der Western Women’s Hockey League und wurde 2007 als wertvollste Spielerin der WWHL ausgezeichnet und in das All-Star Team der Liga gewählt. Parallel dazu war sie in der Saison 2007/08 Assistenztrainerin ihres Vaters Scott an der Eagan High School.
Im August 2008 wurde Darwitz Assistenztrainer des Frauenteams der University of Minnesota, kehrte aber am Ende der Saison 2008/09 aufs Eis und als Mitglied der US-Nationalmannschaft zurück. In der Saison 2010/11 war sie erneut Assistenztrainerin der Gophers und für das Training der Stürmerinnen zuständig.
Zwischen 2011 und 2015 war sie Cheftrainerin des Mädchenteams (Cougars) der Lakeville South High School, zudem betreibt sie seit mindestens 2010 ihre eigenen Eishockey-Camps.
Zwischen 2015 und 2021 war sie Cheftrainerin der Frauenmannschaft der Hamline University, die in der zweitklassigen NCAA Division III aktiv ist. Anschließend war sie zwei Jahre lang Assistenztrainerin der Minnesota Golden Gophers der University of Minnesota, ehe sie 2023 zur General Managerin des neuen PWHL-Teams aus Minnesota ernannt wurde.
Im Jahre 2018 wurde Darwitz mit der Aufnahme in die United States Hockey Hall of Fame geehrt, ebenso wie 2024 mit der Aufnahme in die IIHF Hall of Fame und die Hockey Hall of Fame.

## Erfolge und Auszeichnungen
| - 2004 NCAA-Division-I-Championship mit der University of Minnesota - 2005 NCAA-Division-I-Championship mit der University of Minnesota | - 2007 Wertvollste Spielerin der Western Women’s Hockey League - 2007 All-Star Team der WWHL |

### International
| - 1999 Silbermedaille bei der Weltmeisterschaft - 2000 Silbermedaille bei der Weltmeisterschaft - 2001 Silbermedaille bei der Weltmeisterschaft - 2002 Silbermedaille bei den Olympischen Winterspielen - 2004 Silbermedaille bei der Weltmeisterschaft - 2004 All-Star-Team der Weltmeisterschaft - 2005 Goldmedaille bei Weltmeisterschaft - 2006 Bronzemedaille bei den Olympischen Winterspielen - 2007 Silbermedaille bei der Weltmeisterschaft | - 2007 All-Star-Team der Weltmeisterschaft - 2008 Goldmedaille bei der Weltmeisterschaft - 2008 All-Star-Team und beste Stürmerin der Weltmeisterschaft - 2009 Goldmedaille bei Weltmeisterschaft - 2009 All-Star-Team der Weltmeisterschaft - 2010 Silbermedaille bei den Olympischen Winterspielen - 2018 Aufnahme in die United States Hockey Hall of Fame - 2024 Aufnahme in die IIHF Hall of Fame - 2024 Aufnahme in die Hockey Hall of Fame |

## Karrierestatistik
(Legende zur Spielerstatistik: Sp oder GP = absolvierte Spiele; T oder G = erzielte Tore; V oder A = erzielte Assists; Pkt oder Pts = erzielte Scorerpunkte; SM oder PIM = erhaltene Strafminuten; +/− = Plus/Minus-Bilanz; PP = erzielte Überzahltore; SH = erzielte Unterzahltore; GW = erzielte Siegtore; 1 Play-downs/Relegation; Kursiv: Statistik nicht vollständig)